# Jean-Baptiste Gaultier de La Vérendrye
Pour les articles homonymes, voir Gaultier et La Vérendrye.
Jean-Baptiste Gaultier de La Vérendrye (1713-1736), fils aîné de l'explorateur et officier Pierre Gaultier de Varennes et de La Vérendrye.

## Biographie
Jean-Baptiste Gaultier de La Vérendrye est né le 3 septembre 1713 à l'Île Dupas entre Sorel et Berthier-en-Haut en Nouvelle-France.
Il est le frère aîné de Pierre Gaultier de La Vérendrye, de François Gaultier de La Vérendrye et de Louis-Joseph Gaultier de La Vérendrye.
En 1731, Jean-Baptiste accompagna son père dans son expédition vers l'Ouest. Quand ils arrivèrent au Fort Caministigoyan, certains des compagnons engagés (salariés sous contrat), épuisés par le long voyage en canot depuis Montréal et découragés par les portages difficiles auxquels ils furent confrontés, refusèrent de continuer. 
Son père, le commandant en second, Christophe Dufrost de La Jemerais et Jean Baptiste dirigèrent une petite partie de l'équipe vers l'ouest jusqu'à la rivière à la pluie et le lac à la Pluie où ils établirent un fort qu'ils nommèrent Fort Saint-Pierre.
L'année suivante, en 1732, Jean-baptiste fut à l'origine de la fondation du fort Saint-Charles construit sur les rives du Lac des Bois.
En 1734, il est laissé par son père chez les Cris, qui le traiteront comme l'un des leurs. Il doit servir de témoin et conseiller dans une guerre que les Cris souhaitent mener contre les Sioux des prairies. Il participa ensuite à l'édification du Fort Maurepas sur les rives de la rivière Rouge.
Le 6 juin 1735, les Amérindiens Sioux prirent en embuscade la petite troupe dirigée par Jean-Baptiste peu après avoir quitté Fort Saint-Charles, sur le lac de la croix. Ils se dirigeaient vers le fort Caministigoyan, pour aller chercher des provisions. Jean Baptiste, le père Jean-Pierre Aulneau, et 19 autres hommes furent massacrés. Leurs corps furent ensuite  transportés au Fort Saint-Charles et enterrés dans la chapelle.